# Casal Vasco
Casal Vasco é uma povoação portuguesa sede da Freguesia de Casal Vasco do Município de Fornos de Algodres, freguesia com 6,73 km² de área e 218 habitantes (censo de 2021), tendo, por isso, uma densidade populacional de 32,4 hab./km².
A fregesia inclui os lugares da Quinta das Moitas e do Ramirão, sede de freguesia que lhe foi anexada em 1751. Dista da sede do município cerca de 5 km.
Não se sabe ao certo quando Casal Vasco foi fundado, mas a primeira documentação da existência da aldeia é uma lista de freguesias portuguesas de 1527.
A agricultura é a principal atividade económica de Casal Vasco.

## Demografia
A população registada nos censos foi:
| Distribuição da População por Grupos Etários | Distribuição da População por Grupos Etários | Distribuição da População por Grupos Etários | Distribuição da População por Grupos Etários | Distribuição da População por Grupos Etários |
| -------------------------------------------- | -------------------------------------------- | -------------------------------------------- | -------------------------------------------- | -------------------------------------------- |
| Ano                                          | 0-14 Anos                                    | 15-24 Anos                                   | 25-64 Anos                                   | > 65 Anos                                    |
| 2001                                         | 37                                           | 31                                           | 123                                          | 78                                           |
| 2011                                         | 18                                           | 23                                           | 95                                           | 91                                           |
| 2021                                         | 17                                           | 13                                           | 80                                           | 108                                          |

## Património
Casal Vasco possui um rico património que inclui:
- 1 igreja: Santo António - século XVIII
- 4 capelas: Senhora do Loureiro (século XVI), Senhora da Encarnação (séc. XV), Senhora da Graça (séc. XVIII) e São Sebastião (séc. XVI)
- "Alminhas" e cruzeiros
- Pedra tumular romana: século I
- Túmulos antropomórficos: entre os séculos VII e XII
- Solares de famílias celebres: Solar dos Cáceres (Casal Vasco) e Solar dos Melo e Sá (Ramirão) - ambos do século V